# Roncus sotirovi
Espèce
Roncus sotirovi est une espèce de pseudoscorpions de la famille des Neobisiidae.

## Distribution
Cette espèce est endémique de Serbie. Elle se rencontre à Vlasi dans la grotte Pećina Djeverica.

## Publication originale
- Ćurčić, 1982 : New and little-known cave pseudoscorpions from Serbia. Revue Arachnologique, vol. 3, p. 181-189.